# Иоаким (Чудовский)
Иоаким Чудовский (ум. 1739) — архимандрит Иосифо-Волоколамского Успенского монастыря Московской епархии Русской православной церкви.
О мирской жизни Иоакима Чудовского информации практически не сохранилось. Известно, что около 1700 года он был сельским священником, но патриархом Адрианом был отрешен от прихода; затем он постригся в монашество с именем Иоаким и жил среди братии в Александро-Невском монастыре. 
15 февраля 1722 года, по просьбе выборных крестьян Иосифо-Волоколамского Успенского монастыря, Иоаким Чудовский был определен архимандритом в этот монастырь. Своею строгостью архимандрит Иоаким вызвал большое негодование монастырской братии и через год был отстранён от этой должности.
В 1728 году отец Иоаким был ризничим в Чудовом мужском монастыре в Москве и с этой должности вторично был определен настоятелем Иосифо-Волоцкого монастыря. В исходе 1738 года вновь был отрешен от должности.
Иоаким Чудовский скончался в 1739 году.